# Aaron Gwin
Aaron Holmes Gwin (ur. 24 grudnia 1987 w Morongo Valley) – amerykański kolarz górski, brązowy medalista mistrzostw świata i wielokrotny zdobywca Pucharu Świata.

## Kariera
Pierwszy sukces w karierze Aaron Gwin osiągnął w sezonie 2011, kiedy zwyciężył w klasyfikacji generalnej Pucharu Świata w kolarstwie górskim w downhillu. W klasyfikacji tej bezpośrednio wyprzedził Grega Minnaara z RPA oraz Brytyjczyka Gee Athertona. W siedmiu zawodach tego sezonu sześciokrotnie stawał na podium, przy czym cztery razy zwyciężał. Puchar Świata zdobył także w sezonie 2012, wygrywając cztery z siedmiu zawodów. Jak dotąd nie zdobył medalu na mistrzostwach świata.